# Cnemoscopus
Cnemoscopus – rodzaj ptaków z podrodziny czywików (Poospizinae) w obrębie rodziny tanagrowatych (Thraupidae).

## Rozmieszczenie geograficzne
Rodzaj obejmuje gatunki występujące w północno-zachodniej Ameryce Południowej.

## Morfologia
Długość ciała 12,5–17 cm, masa ciała 13–23 g.

## Systematyka
Rodzaj zdefiniowała w 1919 roku para amerykańskich ornitologów – Outram Bangs i Thomas E. Penard – w artykule zatytułowanym Kilka ważnych uwag na temat ptaków, opublikowanym w czasopiśmie „Bulletin of the Museum of Comparative Zoology at Harvard College”. Gatunkiem typowym jest (oryginalne oznaczenie) andokapturnik szarogłowy (C. rubrirostris).

### Etymologia
Cnemoscopus: gr. κνημος knēmos ‘zbocze góry’; σκοπος skopos ‘poszukiwacz, obserwator’, od σκοπεω skopeō ‘uważać’.

### Podział systematyczny
Do rodzaju należą następujące gatunki:
- Cnemoscopus rubrirostris (Lafresnaye, 1840) – andokapturnik szarogłowy
- Cnemoscopus chrysogaster (Taczanowski, 1875) – andokapturnik żółtobrzuchy